# Ljubljana–Zagreb–Beograd
Ljubljana–Zagreb–Beograd je album v živo skupine Laibach, ki je izšel leta 1993 pri založbi The Grey Area. Album vsebuje posnetke, ki so bili večinoma posneti na prvi turneji skupine, leta 1982, večinoma v Ljubljani, Zagrebu in Beogradu. Na naslovni strani ovitka je fotografija takratnega vokalista skupine Tomaža Hostnika, ki mu je na začetku provokativega nastopa med vpitjem "Cari amici soldati, il tempi della pace sono pasati!" na Novem rocku v Križankah, na katerem je nastopil oblečen v oficirja ali Benita Mussolinija, v obraz priletela razbita steklenica, ki mu je porezala brado, Hostnik pa je, neozirajoč se na curek krvi, nastop izpeljal do konca, tako da je neizprosno vztrajal v svoji diktatorski - "mussolinijevski" pozi s (poštarsko) kapo na glavi. Zadnja stran ovitka ima fotografijo Josipa Broza - Tita.

## Seznam skladb
Vse skladbe so delo skupine Laibach.
| Št. | Naslov                                                                                            | Dolžina |
| --- | ------------------------------------------------------------------------------------------------- | ------- |
| 1.  | „Intro‟                                                                                           | 0:32    |
| 2.  | „Unsere Geschichte‟                                                                               | 1:08    |
| 3.  | „Rdeči molk (Red Silence)‟                                                                        | 1:46    |
| 4.  | „Siemens‟                                                                                         | 6:14    |
| 5.  | „Smrt za smrt (Death for Death)‟                                                                  | 3:26    |
| 6.  | „Država (The State)‟                                                                              | 6:13    |
| 7.  | „Zavedali so se — Poparjen je odšel I (They Have Been Aware — Scalded He Left I)‟                 | 1:52    |
| 8.  | „Delo in disciplina (Work and Discipline)‟                                                        | 3:51    |
| 9.  | „Tito-Tito‟                                                                                       | 2:12    |
| 10. | „Ostati zvesti naši preteklosti — Poparjen je odšel II‟                                           | 3:25    |
| 11. | „Tovarna C19 (Factory C19)‟                                                                       | 2:06    |
| 12. | „STT (Machine Factory Trbovlje)‟                                                                  | 0:31    |
| 13. | „Sveti Urh (Saint Urch)‟                                                                          | 2:01    |
| 14. | „Država (The State)‟                                                                              | 4:52    |
| 15. | „Cari amici soldati/Jaruzelski/Država/Svoboda(Dear Soldier Friends/Jaruzelski/The State/Freedom)‟ | 29:29   |

## Produkcija
- Oblikovanje: New Collectivism Studio
- Mastering: Holger Hiller, Julian Briottet, Laibach
- Fotografija Tomaža Hostnika: Jane Štravs
- Fotografija Tita: John Phillips